# 失速

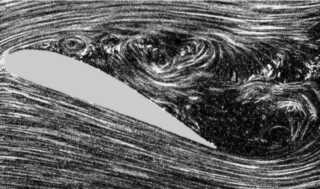
風洞を使った失速時の空気の流れの可視化

失速（しっそく）あるいはストール（Stall）とは、翼の迎え角を大きくし過ぎた際に、翼の抵抗が急増し、それに伴い翼の表面を流れていた気流が剥離し、揚力をほとんど生みだせなくなる現象である。失速になった後の状態を失速状態といい、抵抗が増えるので速度が急に落ちる。なお、失速は翼の全面積で同時に起こり始めるわけではない（#分類も参照）。

## 概要
翼は、迎角が小さい範囲では、翼上面の気流がコアンダ効果によって引き寄せられて翼表面に沿って流れ、翼上方の空気圧力が低下し翼下方との空気圧力差によって揚力を生じさせるが、迎角を大きくしていくと、境界層剥離と呼ばれる現象によって気流が翼の上面に沿って流れなくなる。この状態を失速といい、そのときの迎角を失速迎角という。完全に失速した状態はコンプリートストールと呼ばれる事がある。
一般的な航空機の翼は、迎角を大きくしていくと、揚力係数と抗力係数が迎角に比例して徐々に増加していくが、揚力係数は失速迎角付近でピークになり減少に変わるのに対し、抗力係数は急増するので、揚抗比が急減する。
失速直後の揚力係数は大きいものの、抗力係数の増加により機体が減速するので揚力が減り、また翼の気流が乱れるため機体の操縦を行う事が困難で墜落に繋がりかねない危険な状態になる。
一方で、飛行速度を急減速して文字通り「速度を失う」ために抗力を大きくさせる手段として、失速状態を用いる事は有効な手法である。そのため、鳥の中には失速の範囲の迎角も利用するものもある。航空機においてはスポイラー、エアブレーキなどによって意図的に失速状態を利用する事があるが、迎角を大きくする事で失速状態に入る事はほとんど無く、様々な防止策、回復策を講じている。例外として戦闘機動においては、意図的に失速仰角をとる事がある。
失速時の姿勢回復操作は基本的にエンジン出力を上げてスピードアップし、機首を下げて主翼の迎角を小さくするというものである。そのため失速すると機首が下がるような飛行機設計の方がより安全である。航空機は離着陸時に大きな迎角をとるため、失速が発生しやすいうえ高度も低い為に対処が間に合わず墜落に至る可能性も高い。現代では失速迎角に達する前にパイロットに警告を発する失速警報装置が搭載されている機種がある。
帆船の帆はいささか条件が異なる。航空機にとっては抗力は推進力を阻害する働きをするが、帆船で風下方向に進行する場合は逆に抗力を推進力として利用する。そのため失速状態にある事は、抗力を増大させるという意味で、好ましい条件である。重量のある船体は下部にあるため、気流の乱れによる安定性低下も問題にならない（風が非常に強力であれば、転覆の危険も生じる）。ただし風上方向に帆走する場合においては、航空機と同じく抗力は推進力の阻害要因であり、揚力を利用して帆走するので、失速しない状態が好ましい。縦帆のような揚抗比の大きな帆は風上方向への帆走能力に優れるが、風上方向へ直進する場合は帆が失速状態に陥り（風に逆らうので抗力が大きく）効率が良いとはいえない。そのため効率よく風上方向に進行するには、間切り走りといわれる、左右ジグザグ方向への帆走が用いられる。
一般的な凧も帆船と同様に抗力を利用するため、失速状態にある。ただし1960年代の米国ではロガロ翼を採用し、揚力を利用する凧が開発され、70年代にはゲイラカイトの商品名で日本でも発売された。従来の凧が大きく迎角を持つのに対し、ロガロ翼を持った凧は迎角が小さく、失速状態を利用しないので、効率がよく、凧揚げがやりやすい事で知られる。
パラシュートや有人宇宙船の大気圏突入時姿勢もいわば失速状態にあるが、減速を利用しているのでこれを失速と表現する事はまずない。
上記から転じて、勢いが急激に失われたり、急激に活力が低下する意味で失速が使われており、陸上競技やモータースポーツ等、速度が関係するスポーツでも使われている。

## 失速の過程
翼の失速特性やレイノルズ数にもよるが、概ね次のような過程を経る。
1. 迎角を大きくしていくと、流速や迎角の大きな一部の領域で小規模な境界層剥離が発生する
2. 剥離と再付着が交互に起こる、バフェットと呼ばれる現象が起こる
これによって翼が振動するため、パイロットは失速しつつあることを知ることができる。
3. 迎角がさらに大きくなると剥離領域が拡大し、失速する
失速から回復するには、翼の迎角を失速角よりかなり小さくしなければならない。
4. 迎角をさらに大きくしていくと揚力係数は再び増加する
抗力係数は非常に大きく揚抗比も悪い。

## 分類
後縁失速
翼後縁から徐々に剥離を起こしていく。そのため急激な揚力係数の減少は生じにくく、失速特性から見た場合もっとも使用するにはよいタイプといえる。ただし、後縁から始まった剥離が急激に拡大し揚力係数が激減する翼形もある。
前縁失速
翼前縁付近で剥離を起こし、その後流れは翼に再び付着することがないため急激な揚力係数の減少をもたらすことが多い。
薄翼失速
前縁失速と同じように前縁直後で剥離を起こすが、剥離した流れはその後再び翼に付着するため、剥離の段階で若干の揚力係数の変化があるものの、その後は再び迎角に従い揚力係数が増加していく。さらに迎角を大きくしていくと、流れの再付着点が後縁まで達し、後縁失速と同じ状態となる。従って最終的な揚力係数の減少の仕方は後縁失速に近いものになる。
翼端失速
最初に主翼の翼端から失速を起こし、やがてそれが翼付根に向かって移っていき、最終的に翼全体または翼の一部が失速する状態を言う。テーパー翼などの翼端に行くにしたがって翼弦長が小さくなっていく翼や後退翼によく見られ、着陸などの低速時に翼端動翼（エルロンなど）を大きく動かした場合に発生しやすく、航空機が非常に危険な状態となる。また、矩形翼などの翼端に行くにしたがって翼弦長が同じの翼や前進翼では、最初に翼付根から失速を起こし、やがてそれが翼端に向かって移っていき、最終的に翼全体または翼の一部が失速する状態が起こる、これを翼根失速と呼んでいる。
翼端失速を防止するには以下の方法がある
- テーパー翼では、テーパー比を小さくする（翼付根と翼端の翼弦長の比が小さい）
- 主翼の翼付根から翼端にかけて主翼にねじり下げを付ける
- 翼付根と翼端の翼型を変えることによる空力的なねじり下げを付ける
- 後退翼や三角翼では、前縁にドック・トゥースやソー・カットなどの切り込み形状を設けるか、翼自体にボルテックス・ゼネレータや境界層板を取付ける
- 翼端側に前縁スラットなどの主翼から気流の剥離を防ぐ装置を取付ける

## 原因
対気速度の低下
航空機の操縦においては、対気速度の低下によって失速という現象が生じる場合がある。いま仮想の飛行機が水平を保ち速度を下げていったとき、揚力の不足で垂直方向に落下を始める。このとき翼に正面から当たっていた気流が斜め下から当たることになり、迎角が大となって失速状態となる。
この場合、速度を上げれば当然ながら失速状態から回復するが、さまざまな理由から難しい場合がある。確実な方法として、水平を保たずに機首を下げれば迎角が減少し失速から回復する。また、下降することで速度が増して再び水平飛行に移る事もできる。ただしそのためには、回復するまでに墜落しないための十分な高度が必要である。

## 失速特性
失速特性は、
- 翼型
- 翼厚
- 翼面荷重
- 翼平面形（矩形翼、テーパー翼など）

によって大きく左右される。
一般に失速しやすい翼型の場合、一旦失速すると迎角が大きく減少するまで回復しないため、機首を大きく下に向け、高度を失うことになる。この回復能力は上記の要因により大きく異なり、一般的に翼厚の小さな翼ほど、また矩形翼よりもテーパー翼の方が回復しづらい。

## ディープストール
ディープストールは飛行機のデザイン、また特殊な操縦によって生じる特に危険な失速のことである。飛行機のデザインでいえば、特に垂直尾翼（垂直安定板）の先端付近に水平尾翼がある「T字尾翼機」に生じやすい。この翼配置では、失速により生じた主翼の乱流後流が水平尾翼を包み、昇降舵が機能しなくなる。通常は飛行機が失速すると機首下げモーメントがおこり飛行機は自動的に失速状態から回復するのに対し、後退翼機は翼端から失速することで揚力中心が前に移動するために機首上げモーメントが発生し、かつその状態で昇降舵も機能しなくなるため、操縦によって失速状態から脱することが極めて困難となる。
これに似た現象がほとんどのT字翼機で起こることがすでに知られていたが、ディープストールとして知られたのは、1963年10月22日にBAC 1-11 G-ASHGのプロトタイプが失速により墜落し、犠牲者が出たときからである。この事故を機に、その後多くの飛行機に改良が施され、パイロットに失速の危険をいち早く、かつ明確に知らせるためにスティックシェイカーも取り付けられるようになった。現在、航空会社が使用するすべての飛行機にこのスティックシェイカーが採用されている。にもかかわらず、その後もディープストールが原因とされる事故が続いており、1966年6月3日にはホーカー・シドレー トライデント（G-ARPY）の墜落事故が起こった。この機は1972年6月18日にも同じ原因の事故を起している。1980年4月3日にはビジネスジェットのカナディア チャレンジャープロトタイプが試験飛行でディープストールに突入し、このときは脱出に失敗したテストパイロットの一人が犠牲になっている。1993年7月26日にはカナディア CRJ-100がディープストールを起こしている。

## 旋回失速
旋回失速（せんかいしっそく、英: rotating stall）とは、ターボ機械を低流量域で運転したときに、翼に生じる失速領域が動翼よりも遅い速度で翼から翼へ回転方向に伝播する不安定現象である。
低流量域で運転すると、羽根の迎え角が小さくなって、失速領域が一部の翼に発生する。すると、その流路への流れが閉塞され（せき止められ）るため、動翼回転 方向に前翼への迎角は減少し、後翼（負圧面側に隣接した羽根）への迎角は増大する。その結果、後翼に失速が発生すると、これまで失速していた翼への迎角は 減り失速から回復する。このため、失速領域は一つの翼に留まることができず、旋回失速を引き起こす。
旋回失速が生じると激しい圧力脈動が引き起こされ、長時間続くと翼に繰り返し荷重が作用し疲労破壊を招くので注意を要する。
羽根付きディフューザを持つ遠心式機械では案内羽根に、軸流式機械では羽根車の方に旋回失速が引き起こされることが多い。
特にジェットエンジンの圧縮機（コンプレッサー）で起きる場合には、サージング（もしくはコンプレッサー・ストール）と呼ばれる。